# Baridiidae
Baridiidae är en familj av kräftdjur. Baridiidae ingår i ordningen Podocopida, klassen musselkräftor, fylumet leddjur och riket djur.